# Valonština

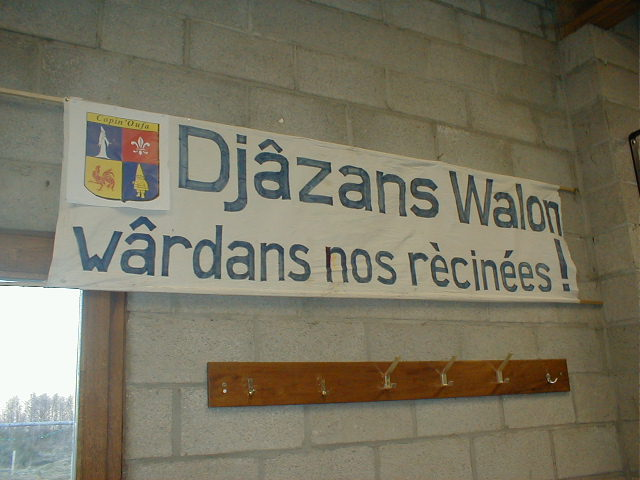
Transparent: Mluvme valonsky, zachovávejme naše kořeny!

Valonština (walon, francouzsky wallon, nizozemsky Waals) je románský jazyk příbuzný francouzštině, užívaný částí obyvatel belgického Valonska, v malé míře též ve Francii a dříve též v americkém Wisconsinu. Patří do skupiny oïlských jazyků, někteří lingvisté ho však považují jen za francouzský dialekt[zdroj?]. Nelze ji zaměňovat za belgickou francouzštinu, která se od francouzštiny užívané ve Francii liší podstatně méně.

## Příklady

### Číslovky
| Valonsky | Francouzsky | Česky |
| onk      | un / une    | jeden |
| deus     | deux        | dva   |
| troes    | trois       | tři   |
| cwate    | quatre      | čtyři |
| cénk     | cinq        | pět   |
| shîjh    | six         | šest  |
| set      | sept        | sedm  |
| ût       | huit        | osm   |
| noûv     | neuf        | devět |
| dîjh     | dix         | deset |

## Ukázka

### Všeobecná deklarace lidských práv
| valonsky    | Tos lès-omes vinèt-st-å monde lîbes, èt so-l’minme pîd po çou qu’ènn’èst d’leu dignité èt d’leus dreûts. I n’sont nin foû rêzon èt-z-ont-i leû consyince po zèls, çou qu’èlzès deût miner a s’kidûre onk’ po l’ôte tot come dès frés. |
| francouzsky | Tous les êtres humains naissent libres et égaux en dignité et en droits. Ils sont doués de raison et de conscience et doivent agir les uns envers les autres dans un esprit de fraternité.                                            |
| česky       | Všichni lidé se rodí svobodní a sobě rovní co do důstojnosti a práv. Jsou nadáni rozumem a svědomím a mají spolu jednat v duchu bratrství.                                                                                            |